# Casa al carrer Josep Anselm Clavé, 4
La Casa al carrer Josep Anselm Clavé, 4 és una obra de Cervera (Segarra) protegida com a Bé Cultural d'Interès Local.

## Descripció
Casa entre mitgeres, situada al nord del nucli antic. El projecte, inscrit plenament en els paràmetres noucentistes, fou elaborat per J. Vilaseca i, originalment, preveia que la planta baixa presentés una porta d'accés, flanquejada per dos finestrals, no obstant això, finalment un d'aquests finestrals fou adaptat també com a porta. El parament d'aquesta planta baixa està conformat per plaques horitzontals i dovelles a saltacavall culminant les obertures. El cos principal de la façana, amb dos nivells d'obertures, està conformat per tres cossos verticals delimitats per pilastres toscanes i rematats a la part superior per una cornisa motllurada. Els cossos laterals presenten sengles obertures protegides per balcons, mentre el cos central presenta dues obertures per nivell, unides per una sola balconada però amb una reixa de ferro que actua com a separació, dividint l'edifici en dos i revelant el fet que es tracta d'un edifici pluridisciplinar. Per damunt de la cornisa superior encara hi ha un últim cos, sobrealçat al centre amb decoració de caràcter geomètric, però sense els tres finestrals que preveia el projecte original. Aquest cos central està rematat de forma triangula per una cornisa motllurada que s'adiu amb la que al seu torn culmina els cossos laterals.